# Вибухи у Волгограді (2013)
Вибухи у Волгограді — серія терористичних актів, здійснених наприкінці грудня 2013 року у Волгограді, Росія.

## Перший вибух

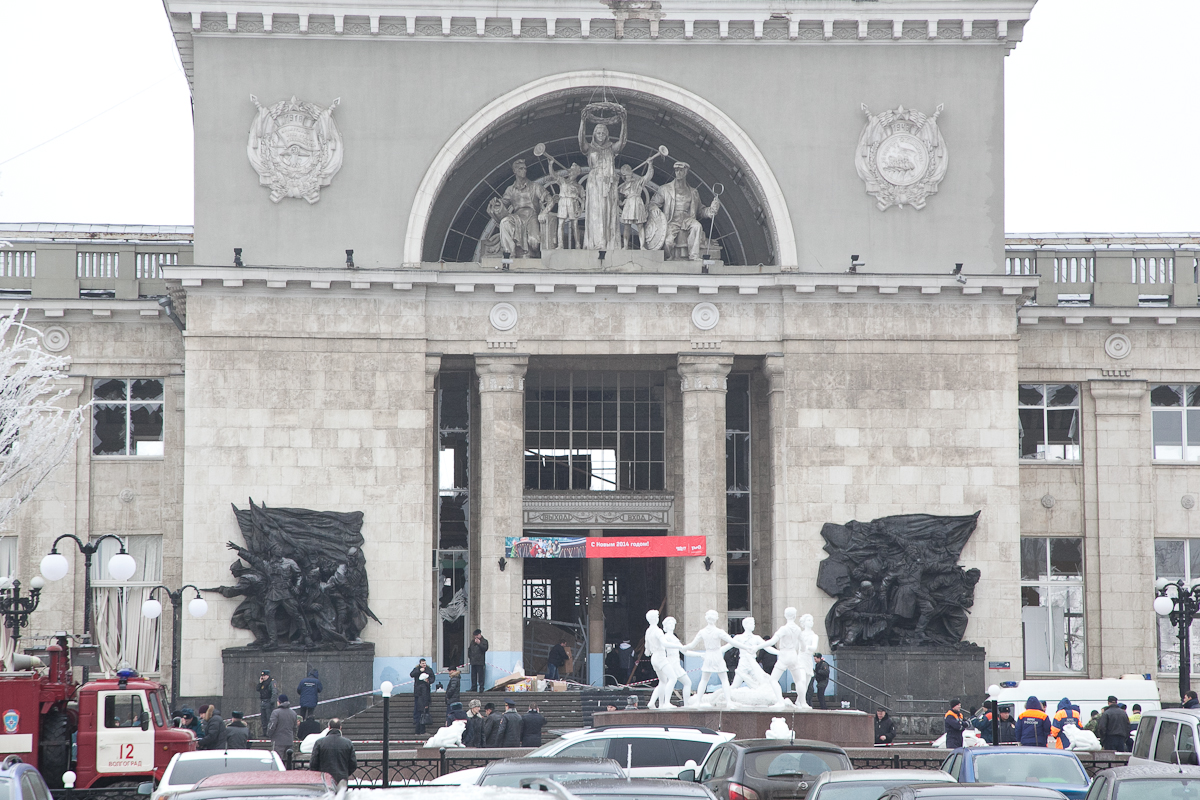
Залізничний вокзал у Волгограді після вибуху

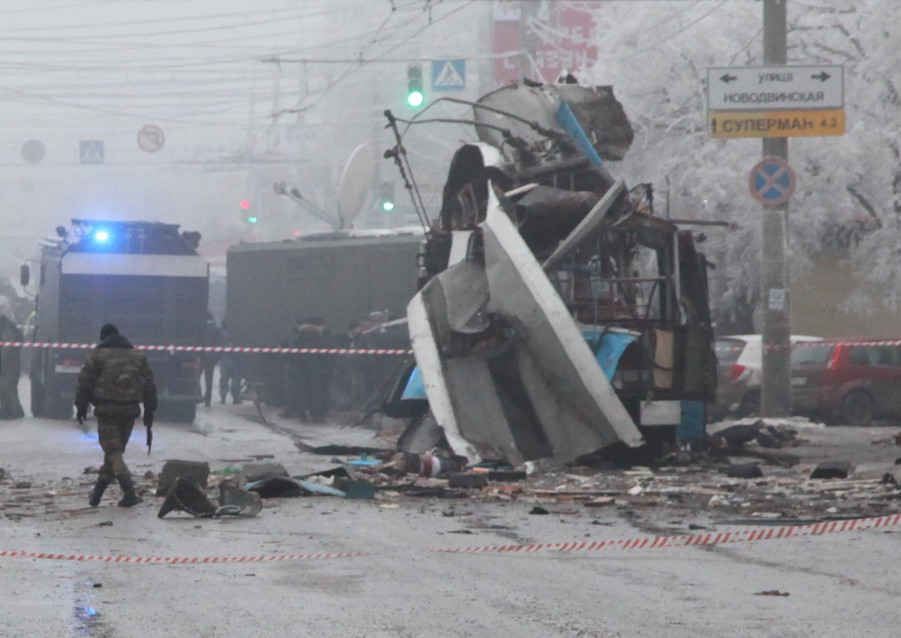
Залишки тролейбусу

Перший вибух здійснено смертником 29 грудня 2013 о 12:45 за місцевим часом (10:45 за київським) у будівлі залізничного вокзалу у Волгограді. За останніми даними загинули 18 осіб та ще понад 40 отримали поранення.
Попередні версії вказували на те, що бомбу привела в дію терористка-смертниця. За даними відеосюжету телеканалу Росія-24, вибух стався в той час, коли сумка смертниці перебувала в рамці металошукача. Великих жертв вдалося уникнути завдяки загороджувальним заходам. Один з поліцейських внутрішнього контролю загинув. Порушено кримінальну справу за статтями 205 («теракт») і 222 («незаконний обіг зброї») КК РФ.
Потужність вибухового пристрою, за попередніми оцінками, склала не менше 10 кг у тротиловому еквіваленті.
Пізніше з'явилась інформація, що терористом міг бути чоловік слов'янської зовнішності.

## Другий вибух
Наступного дня — 30 грудня — у ранішній час-пік у Волгограді відбувся ще один вибух, цього разу було підірвано тролейбус. Загинули 14 людей, 28 отримали поранення. Потужність вибуху перевищувала потужність вибуху на вокзалі. Цього ж дня до міста були введені війська.
31 грудня МОЗ Волгоградської області повідомило, що кількість жертв вибуху в тролейбусі зросла з 15 до 16 осіб. Таким чином, внаслідок двох терактів загинули 34 людини. У лікарнях перебувають понад 60 постраждалих, 15 з них були перевезені до Москви.